# Caracciolo

Stemma dell'intera famiglia tratto dalla Cronologia della famiglia Caracciola di Francesco De Pietri, 1605

La Casata dei Caracciolo è una famiglia nobile italiana di origine napoletana, attestata sin dal X secolo e considerata tra le più antiche e influenti del Regno di Napoli. Ha dato origine a numerosi rami, come quelle dei Caracciolo del Sole, Rossi, Pisquizi, di Brienza, di Castagneto e di San Vito, che ricoprirono per secoli incarichi civili, militari ed ecclesiastici, sia nel Regno di Napoli sia presso le corti europee, inclusi la Spagna e il Sacro Romano Impero.
Tra i suoi membri si annoverano Francesco Caracciolo, ammiraglio e patriota della Repubblica Napoletana, Marino Caracciolo, cardinale e governatore del Ducato di Milano per conto di Carlo V, e, in epoca contemporanea, Marella Caracciolo di Castagneto, mecenate e promotrice culturale, e Lucio Caracciolo, editorialista e analista geopolitico.

## Storia

### Origini
La famiglia Caracciolo è documentata a partire dal X secolo nell'ambito del Ducato di Napoli, durante una fase di autonomia formale rispetto al potere centrale bizantino e prima dell'espansione normanna. L'origine del casato è stata successivamente oggetto di elaborazioni genealogiche leggendarie, che ne attribuiscono l'ascendenza all'imperatore Niceforo II Foca, ma la fonte più antica attendibile è costituita da un atto datato 20 marzo 976, nel quale è attestata Teodonanda, figlia di Teodoro Caracciolo, autrice di una donazione al monastero dei Santi Sergio e Bacco.
Teodoro, menzionato nel documento con la forma latinizzata Theodorus Caracziolus, è indicato come sepolto insieme alla moglie Urania nella cattedrale di Santa Maria Assunta, elemento che suggerisce l'appartenenza della famiglia a un ceto aristocratico urbano già strutturato e integrato nelle gerarchie ecclesiastiche locali.
Nel medesimo contesto, i Caracciolo risultano tra le famiglie patrizie incluse nel Seggio di Capuana, uno dei Sedili di Napoli che costituivano il sistema di rappresentanza della nobiltà cittadina. Tali organismi esercitavano funzioni amministrative, fiscali e giudiziarie in collaborazione con le autorità ducali e successivamente con quelle regie. Il riconoscimento di privilegi specifici da parte del duca Sergio VII di Napoli, ultimo sovrano locale prima della conquista normanna, consolidò la posizione della famiglia all'interno della struttura politica e istituzionale della città.

### XII secolo
Nel XII secolo, la casata si ramificò a partire dai discendenti di Landolfo Caracciolo. Due suoi figli furono alla base di altrettante linee dinastiche: Riccardo, capostipite dei cosiddetti Caracciolo Rossi, e Filippo, da cui derivarono i Caracciolo Pisquizi, da cui a loro volta si svilupparono i rami dei Caracciolo del Sole e di Pisciotta. La nomenclatura rifletteva i colori araldici o i territori controllati, e queste differenziazioni erano già riconoscibili negli atti feudali e notarili dell'epoca.
I membri della famiglia consolidarono la propria presenza nei territori interni del Regno, in particolare in Campania, Lucania e Calabria. Non mancò il coinvolgimento negli ambienti ecclesiastici, con membri che entrarono nei capitoli delle cattedrali e in vari monasteri benedettini, integrandosi nella rete del potere spirituale e temporale.

### XIII-XIV secolo
Nel corso del Duecento e del Trecento, la famiglia Caracciolo risulta integrata nelle strutture amministrative e feudali del Regno, durante la transizione dal dominio svevo alla monarchia angioina. L'inserimento nella corte degli Angioini è documentato attraverso l'attribuzione di castellanie, contee e incarichi di natura civile e militare, che contribuirono alla progressiva espansione della casata nei territori dell'Italia meridionale.
In questo periodo si consolidarono alcune linee interne al casato, individuate nelle fonti come Caracciolo Canella, Caracciolo Ugot, Caracciolo Viola e Caracciolo Ciccola. Tali rami sono attestati nei registri fiscali, giudiziari e feudali, e riflettono l'articolazione progressiva della famiglia all'interno del patriziato e dell'amministrazione locale.
Tra i membri documentati si distingue Riccardo Caracciolo, appartenente al ramo dei Caracciolo Rossi, che fu cavaliere dell'Ordine di Malta e, nel 1383, fu nominato Gran Maestro da Urbano VI, durante il Grande Scisma d'Occidente. La sua nomina avvenne in opposizione al maestro insediato a Rodi, riconosciuto dalla parte avignonese. Riccardo operò principalmente da Roma e fu coinvolto in attività diplomatiche legate al sostegno pontificio, mantenendo il titolo fino alla morte avvenuta nel 1395.

### XV secolo
Durante il XV secolo, la famiglia Caracciolo consolidò ulteriormente la propria posizione all'interno della nobiltà del Regno di Napoli, in particolare durante il periodo della monarchia aragonese. Alcuni membri assunsero incarichi centrali nell'amministrazione del Regno e furono coinvolti nei principali eventi politici del tempo.
Tra le figure di rilievo è documentato Giovanni Tommaso Caracciolo, appartenente al ramo del Sole, che ricoprì la carica di Gran Siniscalco del Regno di Napoli, una delle più alte funzioni dell'apparato amministrativo. Risulta coinvolto nella congiura dei baroni del 1485, un conflitto tra la corona e l'alta nobiltà feudale. Nonostante l'accusa di cospirazione contro Ferdinando I di Napoli, riuscì a evitare la confisca dei beni e mantenne parte delle proprie prerogative, come emerge dalle fonti coeve.

### XVI secolo
Nel Cinquecento, la famiglia Caracciolo risulta ampiamente inserita nelle strutture politico-amministrative del Vicereame di Napoli, retto dalla Corona di Spagna. Diversi esponenti assunsero incarichi diplomatici, ecclesiastici e giudiziari in ambito sia locale sia imperiale, a testimonianza della progressiva proiezione sovraregionale della casata.
Tra i membri più noti figura Marino Caracciolo (1468-1538), appartenente al ramo dei Caracciolo di Melfi. Fu nominato nunzio apostolico da Leone X e svolse missioni diplomatiche presso la corte imperiale di Carlo V del Sacro Romano Impero. In seguito fu designato governatore del Ducato di Milano, dove esercitò funzioni di rappresentanza e amministrazione per conto della monarchia asburgica. Creato cardinale nel 1535, concluse la carriera ecclesiastica e diplomatica a Roma.
Durante lo stesso periodo, altri membri della famiglia ricoprirono cariche episcopali in sedi del Mezzogiorno italiano. Tra questi, Ascanio Caracciolo fu arcivescovo di Cosenza e attuatore delle direttive del Concilio di Trento a livello locale. La presenza di membri del casato nei capitoli cattedrali e nei centri monastici è attestata in numerose diocesi del Regno.
L'espansione patrimoniale proseguì attraverso l'acquisizione e la conferma di titoli nobiliari, tra cui quelli di marchese, conte e barone, concessi o rinnovati dalla monarchia spagnola in favore di diversi rami della famiglia. I Caracciolo risultano attivi in Campania, Basilicata, Calabria, Abruzzo e Molise, dove gestivano numerosi feudi e giurisdizioni civili e criminali.

### XVII secolo
Nel corso del XVII secolo, la casata mantenne una posizione di rilievo all’interno dell'aristocrazia del Regno di Napoli, sotto la dominazione della monarchia spagnola. La documentazione dell'epoca attesta la presenza di esponenti del casato in incarichi vicereali, amministrativi e diplomatici, in linea con l'orientamento filoasburgico di numerose famiglie nobili meridionali.
Francesco Caracciolo di Brienza ricoprì la carica di viceré in Sicilia e successivamente a Valencia, in territorio spagnolo. Le fonti archivistiche lo segnalano impegnato nella gestione delle finanze locali in un contesto segnato da difficoltà fiscali e tensioni con la popolazione urbana e rurale.
Un altro esponente di primo piano fu Nicola Caracciolo di San Vito, al quale, per servizi resi in ambito civile e militare, fu conferito il titolo di principe del Sacro Romano Impero e l'ammissione all'Ordine del Toson d'oro, una delle massime onorificenze della monarchia asburgica. Tali riconoscimenti contribuirono al rafforzamento dei rapporti tra il ramo pugliese della famiglia e la corte imperiale di Vienna.
La partecipazione della famiglia agli organi consultivi del governo vicereale, tra cui il Consiglio Collaterale e la Camera della Sommaria, è attestata in modo continuativo nel corso del secolo, indicando un'integrazione strutturale della casata nei meccanismi decisionali del Regno.

### XVIII secolo
Nel XVIII secolo, la famiglia Caracciolo continuò a ricoprire incarichi ecclesiastici e civili nel contesto del Regno di Napoli, durante il passaggio dalla dominazione spagnola alla monarchia borbonica. La continuità nell'esercizio di funzioni pubbliche e religiose si riflette nella presenza di membri del casato in sedi vescovili e in organi amministrativi regionali.
Tra le figure più documentate figura Filippo Caracciolo, vescovo di Aversa dal 1702 al 1728, che promosse riforme in ambito educativo, assistenziale e pastorale, in linea con le direttive del giuseppinismo e con le tendenze riformatrici in ambito ecclesiale dell'epoca.
Il casato mantenne inoltre un ruolo significativo nella gestione dei propri feudi e dei patrimoni immobiliari. Alcuni rami, tra cui quello dei Caracciolo di Santobono, ottennero o consolidarono titoli nobiliari, come quello di Duca di San Vito, conferito da sovrani borbonici o riconfermato con diplomi di rinnovazione. Le alleanze matrimoniali con famiglie di pari rango, come i Capece Minutolo e i Gonzaga, contribuirono alla conservazione dello status nobiliare e all'inserimento dei Caracciolo nelle reti dinastiche dell'aristocrazia meridionale.

### XIX secolo
La partecipazione della famiglia ai processi politici e militari del XIX secolo è attestata da numerosi episodi documentati, tra cui emerge in particolare il coinvolgimento diretto di alcuni suoi membri nei principali eventi della storia del Regno di Napoli e della successiva fase unitaria.
Francesco Caracciolo (1752-1799), ufficiale della marina borbonica, aderì alla Repubblica Napoletana assumendo il comando della flotta repubblicana. Catturato al termine del conflitto e sottoposto a un procedimento giudiziario irregolare, fu condannato a morte ed eseguito per impiccagione per ordine di Horatio Nelson, in un contesto di restaurazione monarchica sostenuta dalla prima coalizione antifrancese.
Negli anni successivi, diversi rami del casato continuarono a esercitare funzioni pubbliche e a partecipare alla vita politica del Regno delle Due Sicilie. Tra questi si distingue Giuseppe Caracciolo di Forino (1805-1881), il quale, già attivo nel quadro amministrativo borbonico, fu nominato senatore del Regno d'Italia con decreto reale nel 1861, all'indomani dell'Unità d'Italia..
La casata figura tra le casate iscritte al Libro d'oro della nobiltà italiana a partire dal 1869, in seguito al censimento nobiliare avviato dallo Stato italiano per il riconoscimento delle dignità preunitarie. La varietà di posizioni politiche assunte dai diversi rami in questa fase riflette le trasformazioni in atto nel tessuto aristocratico italiano tra Restaurazione, Risorgimento e Stato unitario.

### Epoca recente
L'impegno in ambito politico e istituzionale proseguì anche durante il XX secolo, con esponenti della famiglia attivi nella fase della transizione democratica italiana. Filippo Caracciolo di Castagneto (1903-1965), appartenente al ramo di Castagneto, fu esponente del Partito d'Azione e prese parte alla Resistenza italiana. Dopo la liberazione, ricoprì l'incarico di sottosegretario alla Presidenza del Consiglio nel governo guidato da Alcide De Gasperi nel 1945, contribuendo alla riorganizzazione delle istituzioni statali nel contesto del dopoguerra. Un'altra figura di rilievo appartenente al ramo dei Caracciolo di Castagneto fu Marella Caracciolo di Castagneto (1927-2019), nota per la sua attività nel campo delle arti e della cultura. Sposò Gianni Agnelli, presidente della FIAT, e fu mecenate, collezionista e promotrice di iniziative editoriali e artistiche. Il suo contributo all'estetica del secondo dopoguerra italiano, anche attraverso la fondazione Pinacoteca Giovanni e Marella Agnelli, è stato oggetto di riconoscimenti nazionali e internazionali.
Attraverso il matrimonio tra un esponente della famiglia e Marguerite Caetani, il casato si legò alla storica dinastia romana dei Caetani. Marguerite, di origine statunitense, fu promotrice di iniziative editoriali e culturali tra cui la rivista letteraria Botteghe Oscure, attiva tra 1948 e 1960, e considerata tra le principali pubblicazioni letterarie europee del secondo dopoguerra.
In epoca recente, Lucio Caracciolo si è distinto come editorialista e analista geopolitica. Collabora con la rivista Limes e con altre testate italiane, occupandosi di relazioni internazionali e studi strategici.

## Armoriale

Varianti dello stemma
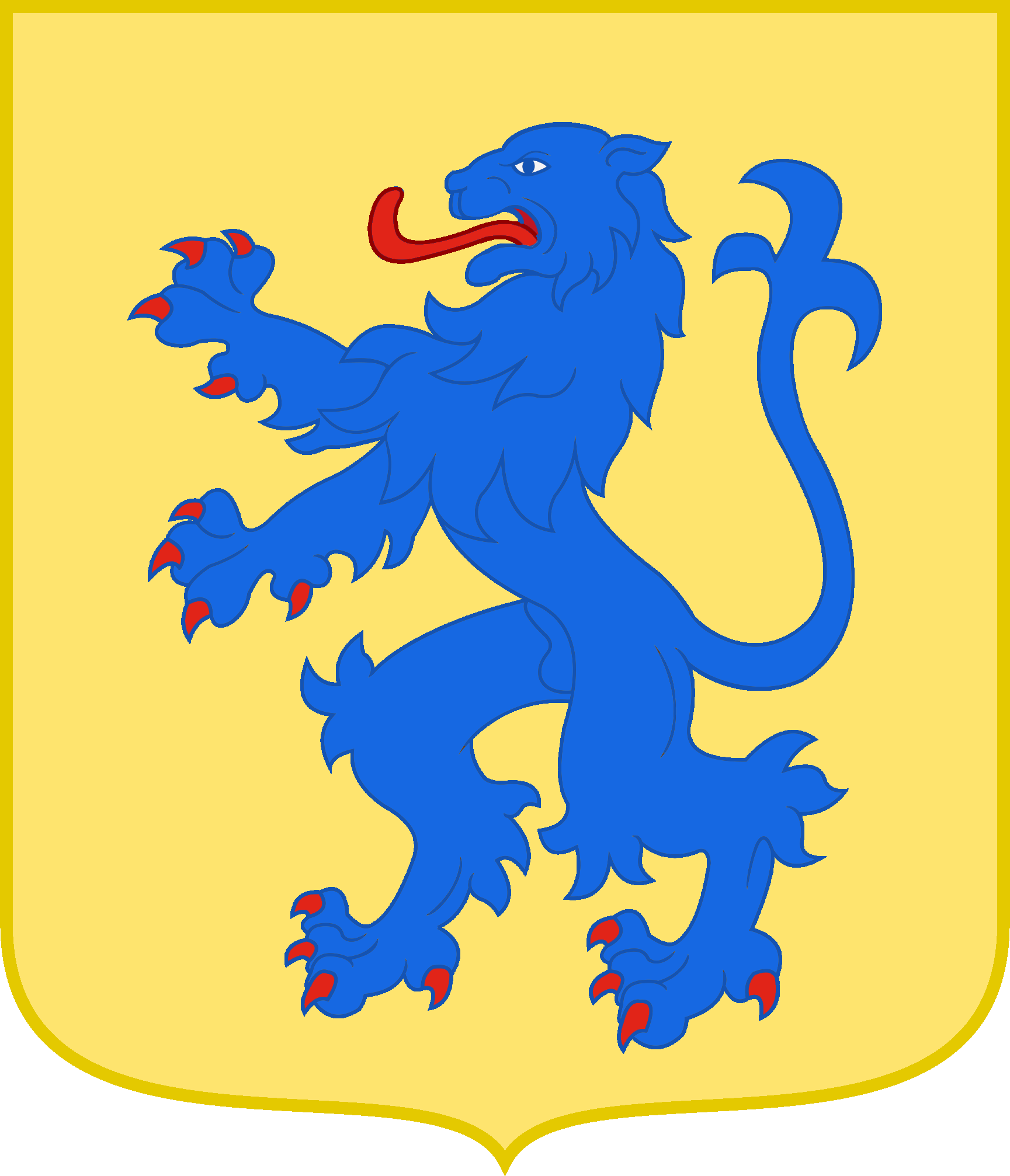
Stemma della linea dei Caracciolo Pisquizi: D'oro al leone rampante d'azzurro, con la coda contro rivoltata, armato e lampassato di rosso.
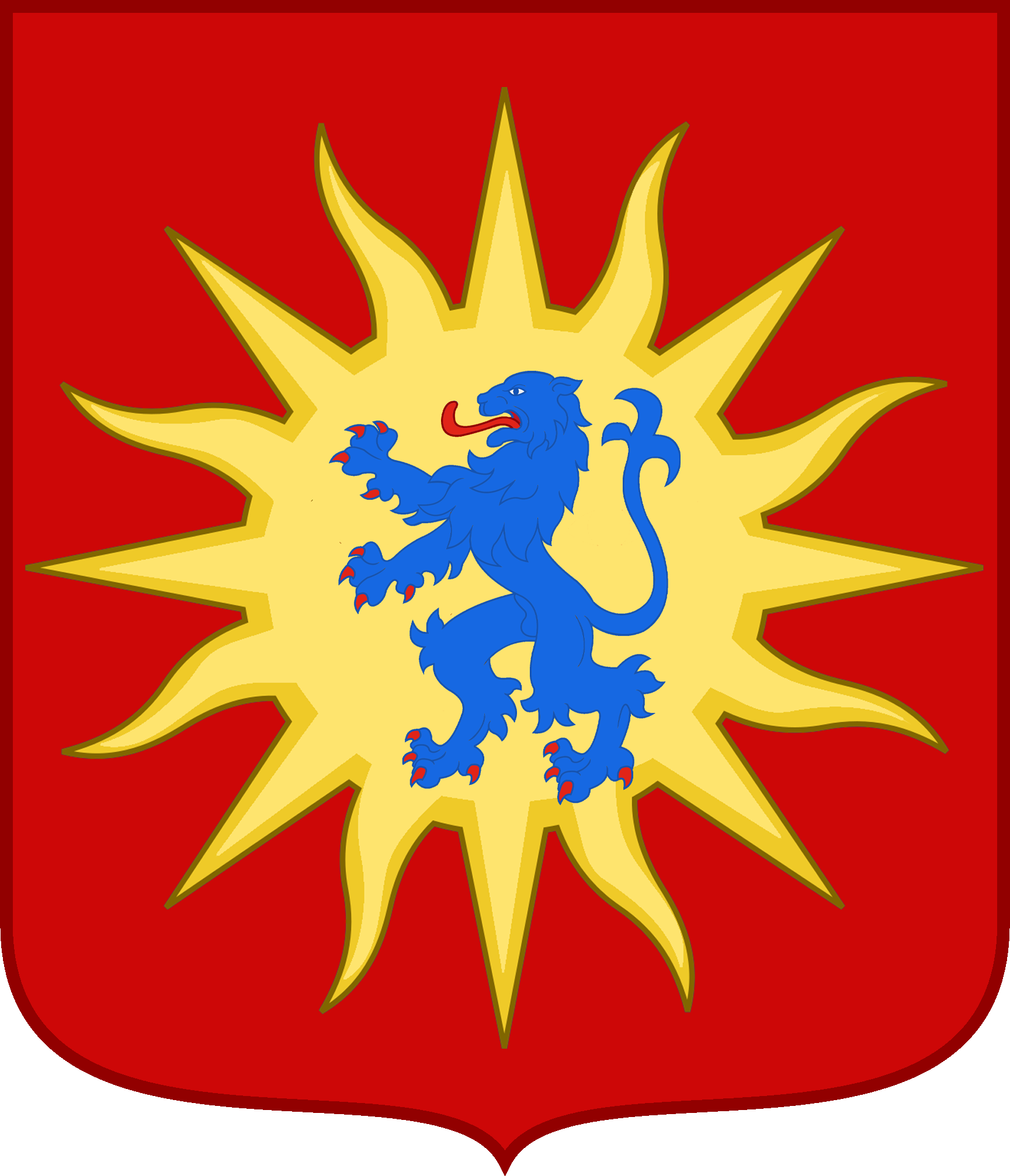
Stemma della linea dei Caracciolo del Sole: Di rosso al sole d'oro, caricato di un leone d'azzurro con la coda rivolta nel di dentro, lampassato e armato di rosso.
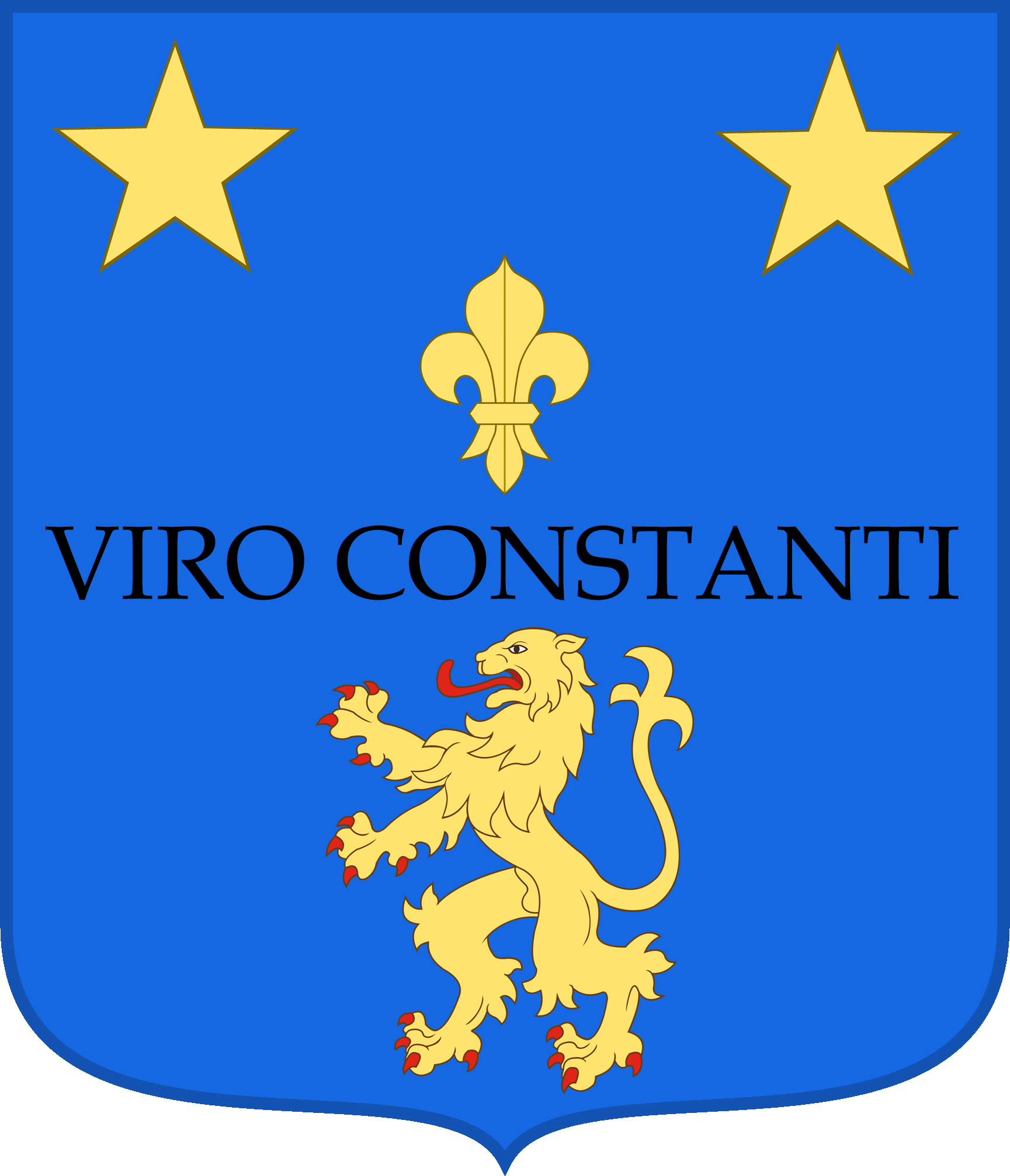
Stemma della linea dei Di Napoli: D'azzurro al leone d'oro, sormontato dal motto VIRO CONSTANTI di nero in fascia, con due stelle d'oro e un giglio dello stesso posti nel capo 2 e 1.
Stemma della linea dei Caracciolo Rossi: Bandato d'oro e di rosso al capo d'azzurro pieno. Bordura d'argento caricata del motto POR BIEN VER di lettere maiuscole di nero in alto e da un paio di occhiali al naturale in punta.

## Principi di Avellino (1589-1932)
Il titolo di Principe di Avellino venne conferito a Marino I Caracciolo, duca di Atripalda, da Filippo II di Spagna nel 1589. La dignità principesca fu detenuta in successione diretta da dieci generazioni, fino all'estinzione della linea nel 1932.
- Marino I Caracciolo (†1591), I principe di Avellino;
- Camillo Caracciolo (1563–1617), II principe di Avellino, figlio del precedente;
- Marino II Caracciolo (1587–1630), III principe di Avellino, figlio del precedente;
- Francesco Marino I Caracciolo (1631–1674), IV principe di Avellino, figlio del precedente;
- Marino III Caracciolo (1668–1720), V principe di Avellino, figlio del precedente;
- Francesco Marino II Caracciolo (1688–1727), VI principe di Avellino, figlio del precedente;
- Marino Francesco I Caracciolo (1714–1781), VII principe di Avellino, figlio del precedente;
- Giovanni Caracciolo (1741–1800), IX principe di Avellino, figlio del precedente;
- Francesco Marino IV Caracciolo (1804–1870), XI principe di Avellino, nipote del precedente;
- Marino IV Caracciolo (1838–1901), XII principe di Avellino, figlio del precedente;
- Francesco Caracciolo (1860–1932), XIII e ultimo principe di Avellino, figlio del precedente.

## Principi di Torchiarolo (1726-attuale)
Il titolo di Principe del Sacro Romano Impero con predicato di Torchiarolo venne concesso ad Ambrogio Caracciolo nel 1726 da Carlo VI d'Asburgo. Il titolo è tuttora rivendicato dalla linea maschile del ramo di Torchiarolo.
- Ambrogio Caracciolo, I principe di Torchiarolo (1699–1746), I principe di Torchiarolo;
- Luigi Caracciolo (1734–1756), II principe di Torchiarolo, figlio del precedente;
- Ambrogio Caracciolo (1755–1818), III principe di Torchiarolo, figlio del precedente;
- Luigi Caracciolo (1782–1853), IV principe di Torchiarolo, figlio del precedente;
- Giovanni Caracciolo (1814–1886), V principe di Torchiarolo, figlio del precedente;
- Luigi Caracciolo (1852–1917), VI principe di Torchiarolo, figlio del precedente;
- Sergianni Caracciolo (1889–1939), VII principe di Torchiarolo, figlio del precedente;
- Francesco Caracciolo (1899–1940), VIII principe di Torchiarolo, figlio del precedente;
- Marcello Caracciolo (1903–1985), IX principe di Torchiarolo, fratello del precedente;
- Francesco Caracciolo (1944–1992), X principe di Torchiarolo, figlio del precedente;
- Sergianni Caracciolo (1949–2024), XI principe di Torchiarolo, fratello del precedente;
- Federico Caracciolo (n. 1979), XII principe di Torchiarolo, figlio dell'XI principe.

## Duchi di San Vito (1645-1845)
Il titolo di Duca di San Vito fu riconosciuto alla linea dei Caracciolo di Torrecuso nel corso del XVII secolo, probabilmente a partire da Lucio Caracciolo, discendente del marchese Lelio. La linea è documentata per sette generazioni fino all'inizio del XIX secolo.
- Lucio Caracciolo (1585–1656), I duca di San Vito;
- Lelio Caracciolo (1625–1685), II duca di San Vito, figlio del precedente;
- Lucio Caracciolo (1655–1742), III duca di San Vito, figlio del precedente;
- Niccolò Maria Caracciolo (1725–1802), IV duca di San Vito, figlio del precedente;
- Emanuele Maria Caracciolo (1765–1816), V duca di San Vito, figlio del precedente;
- Lelio Caracciolo (1767–1837), VI duca di San Vito, fratello del precedente;
- Nicola Caracciolo (1799–1845), VII e ultimo duca di San Vito, figlio del precedente.

## Duchi di Girifalco (1624-1812)
Il titolo di Duca di Girifalco fu istituito da Filippo IV di Spagna nel 1624 a favore di Virginia Ravaschieri Fieschi, baronessa di Girifalco; passò in seguito ai Caracciolo per successione matrimoniale, assicurando la casata nei secoli seguenti.
- Virginia Ravaschieri Fieschi (1624–1634), I duchessa di Girifalco;
- Fabrizio Caracciolo (1634–1683), II duca di Girifalco, figlio della precedente;
- Nicola Maria Caracciolo (1683–1736), III duca di Girifalco, figlio del precedente;
- Gennaro Maria Caracciolo (1736–1766), IV duca di Girifalco, figlio del precedente;
- Margherita Caracciolo (1766–1802), V duchessa di Girifalco, figlia del precedente;
- Anna Maria Piccolomini d'Aragona (1802–1812), VI e ultima duchessa di Girifalco, figlia della precedente.

## Duchi di Vietri e Casamassima (1857-attuale)
Il titolo di Duca di Vietri e Casamassima fu riconosciuto da Ferdinando II delle Due Sicilie a Domenico Caracciolo con decreto del 10 giugno 1857. Il ramo è tuttora attivo e include anche il titolo di Principe di Crucoli.
- Domenico Caracciolo (1829–1917), VIII duca di Vietri e VII di Casamassima, figlio di Francesco Saverio;
- Ferdinando Caracciolo (1866–1927), IX duca di Vietri e VIII di Casamassima, figlio del precedente;
- Domenico Caracciolo (1898–1954), X duca di Vietri e V duca di Casamassima, figlio del precedente;
- Luigi Caracciolo (1900–1966), XI duca di Vietri e VI di Casamassima, fratello del precedente;
- Ferdinando Caracciolo (1929–1996), XII duca di Vietri e VII di Casamassima, figlio del precedente;
- Lorenzo Domenico Caracciolo (n. 1968), XIII duca di Vietri e VIII di Casamassima, figlio del precedente.

L'erede presuntivo al titolo ducale è Gennaro Caracciolo (n. 1971), fratello del detentore attuale.

## Duchi di Martina Franca (1507-1901)
Il titolo di Duca di Martina Franca fu istituito nel 1507 per Petracone Caracciolo, già conte di Buccino e Gran Cancelliere del Regno di Napoli. La dignità fu detenuta in linea maschile continua dai Caracciolo del ramo Pisquizi fino all'abolizione della feudalità nel Regno di Napoli nel 1806; successivamente il titolo continuò come predicato nominale in ambito familiare fino all'estinzione della casata.
- Petracone Caracciolo (†1522), I duca di Martina Franca e conte di Buccino;
- Giambattista Caracciolo (†1523), II duca di Martina Franca e II conte di Buccino, figlio del precedente;
- Petracone Caracciolo (†1576), III duca di Martina Franca e III conte di Buccino, figlio del precedente;
- Giambattista Caracciolo (1530–1583), IV duca di Martina Franca e IV conte di Buccino, figlio del precedente;
- Francesco Caracciolo (1613–1655), V duca di Martina Franca e V conte di Buccino, figlio del VI duca;
- Petracone V Caracciolo (circa 1640–1704), VIII duca di Martina Franca e VIII conte di Buccino, figlio del precedente;
- Francesco Maria Caracciolo (1674–1752), IX duca di Martina Franca e IX conte di Buccino, figlio del precedente;
- Petracone Caracciolo (1703–1771), X duca di Martina Franca e X conte di Buccino, figlio del precedente;
- Francesco Caracciolo (1734–1794), XI duca di Martina Franca e XI conte di Buccino, figlio del precedente;
- Petracone Caracciolo (1756–1796), XII duca di Martina Franca e XII conte di Buccino, figlio del precedente;
- Placido Caracciolo (1785–1815), XIII duca di Martina Franca, figlio del precedente, divenne titolare nominale dopo il 1806;
- Placido Caracciolo (1829–1891), XIV duca di Martina Franca (titolo onorifico), figlio del precedente;
- Nicola Caracciolo (1827–1901), XV e ultimo duca di Martina Franca, fratello del precedente.

## Principi di Forino (1609-1996) e Duchi di Belcastro (1645-1996)
Il titolo di Principe di Forino fu concesso a Don Ottavio Caracciolo nel 1609 e quello di Duca di Belcastro venne acquisito dal ramo cadetto dei Caracciolo per via ereditaria nel corso del XVII secolo. A partire dalla seconda metà del secolo, i due titoli furono detenuti contestualmente dagli stessi membri, costituendo una linea nobiliare tra le più longeve del Mezzogiorno. La titolarità effettiva dei feudi terminò con l'abolizione della feudalità nel 1806, ma i titoli furono mantenuti in forma onorifica fino al XX secolo.
- Don Ottavio Caracciolo (†1614), I principe di Forino;
- Don Fabio Caracciolo (1575–1619), II principe di Forino, figlio del precedente;
- Don Ottavio Caracciolo (1606–1634), III principe di Forino, figlio del precedente;
- Don Fabio Caracciolo (1627–1637), IV principe di Forino, figlio del precedente;
- Don Francesco Caracciolo (1630–1688), V principe di Forino e II duca di Belcastro, fratello del precedente, ereditò il titolo ducale alla morte senza eredi diretti di Petracone V Caracciolo, I duca di Belcastro;
- Don Ottavio Caracciolo (1651–1719), VI principe di Forino e III duca di Belcastro, figlio del precedente;
- Don Nicola Maria Caracciolo (1652–1722), VII principe di Forino e IV duca di Belcastro, fratello del precedente;
- Don Gennaro Caracciolo (1716–1777), VIII principe di Forino e V duca di Belcastro, figlio del precedente;
- Don Ottavio Caracciolo (1802–1855), IX principe di Forino e VI duca di Belcastro, pronipote del precedente;
- Don Agostino Caracciolo (1804–1860), X principe di Forino e VII duca di Belcastro, fratello del precedente;
- Don Gennaro Caracciolo (1832–1888), XI principe di Forino e VIII duca di Belcastro, figlio del precedente;
- Don Nicola Caracciolo (1867–1945), XII principe di Forino e IX duca di Belcastro, figlio del precedente;
- Don Gennaro Caracciolo (1890–1966), XIII principe di Forino e X duca di Belcastro, figlio del precedente;
- Don Francesco Caracciolo (1924–?), XIV principe di Forino e XI duca di Belcastro, figlio del precedente;
- Don Alfonso Caracciolo (1925–1996), XV principe di Forino e XII duca di Belcastro, fratello del precedente.

## Principi di Torella (1639-attuale)
Il titolo di Principe di Torella fu istituito nel 1639, dopo che Domizio Caracciolo acquistò il feudo di Torella nel 1550 e ricevette il titolo comitale da Filippo II di Spagna nel 1560. Il titolo principesco fu riconosciuto al ramo dei Caracciolo discendente dai principi di Avellino.
- Giuseppe Caracciolo (1613–1670), I principe di Torella, discendente diretto dei principi di Avellino;
- Marino Caracciolo (†1696), II principe di Torella, figlio del precedente;
- Giuseppe Caracciolo (1657–1712), III principe di Torella, figlio del precedente;
- Antonio Carmine Caracciolo (1692–1740), IV principe di Torella, figlio del precedente;
- Domenico Caracciolo (1696–1759), V principe di Torella, fratello del precedente;
- Giuseppe Caracciolo (1747–1808), VI principe di Torella, nipote del precedente;
- Giuseppe Caracciolo (1787–1857), VII principe di Torella, nipote del precedente;
- Nicola Maria Caracciolo (1807–1884), VIII principe di Torella, figlio del precedente;
- Giuseppe Caracciolo (1839–1910), IX principe di Torella, figlio del precedente;
- Nicola Caracciolo (1888–1974), X principe di Torella, figlio del precedente;
- Giuseppe Caracciolo (n. 1941), XI principe di Torella, figlio del precedente.

## Duchi di Soreto e Marchesi di Arena (1687-1849)
Il feudo di Soreto con il titolo ducale fu assegnato nel 1687 a Girolamo Caracciolo. Nel 1699 ottenne anche il titolo di Marchese di Arena. La linea si estinse formalmente nel XIX secolo.
- Girolamo Caracciolo (1654–1733), I duca di Soreto e I marchese di Arena;
- Fabrizio Caracciolo (1696–1769), II duca di Soreto e II marchese di Arena, figlio del precedente;
- Tristano Caracciolo (1725–1790), III duca di Soreto e III marchese di Arena, figlio del precedente;
- Pasquale Caracciolo (1779–1849), IV duca di Soreto e IV marchese di Arena, figlio del precedente.

## Duchi di Airola (1609-1775)
Il titolo di Duca di Airola fu concesso all’inizio del XVII secolo a un ramo cadetto dei Caracciolo originario della zona di Benevento. La linea si estinse entro il XVIII secolo.
- Pietro Caracciolo († 1635), I duca di Airola;
- Carlo Caracciolo (1600–1680), II duca di Airola, figlio del precedente;
- Alessandro Caracciolo (1630–1705), III duca di Airola, figlio del precedente;
- Alfonso Caracciolo (1660–1740), IV duca di Airola, figlio del precedente;
- Francesco Caracciolo (1690–1775), V e ultimo duca di Airola, figlio del precedente.

## Membri principali

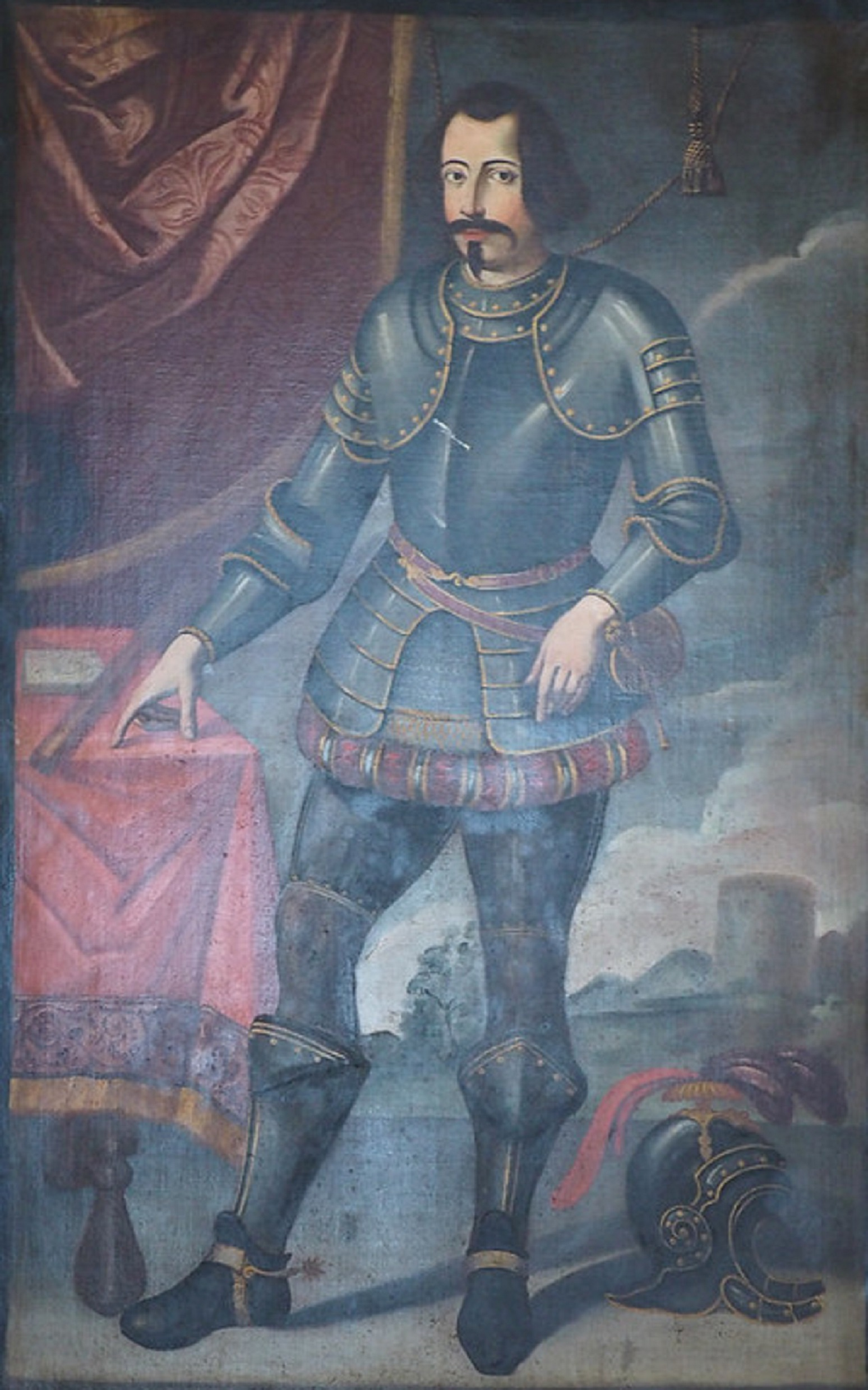
Sergianni Caracciolo, principe di Capua, gran connestabile e gran siniscalco del Regno di Napoli, amante della regina Giovanna II d'Angiò-Durazzo

Tra i più noti membri della famiglia si annoverano:
- Antonio Caracciolo (1340-1389), ciambellano, 2º conte di Gerace e barone di Anoia, Grotteria e San Giorgio, fondatore di Cinquefrondi intorno al 1370;
- Sergianni Caracciolo (1372-1432), condottiero, gran connestabile e gran siniscalco del Regno di Napoli e principe di Capua, noto per essere stato l'amante della regina Giovanna II d'Angiò-Durazzo;
- Galeazzo Caracciolo, marchese di Vico, inviato dal re Ferrante d'Aragona alla riconquista dei feudi occupati dai Turchi. Il 10 agosto 1481, al comando della sua flotta, riconquistò Otranto, liberandola dai soldati di Maometto II;

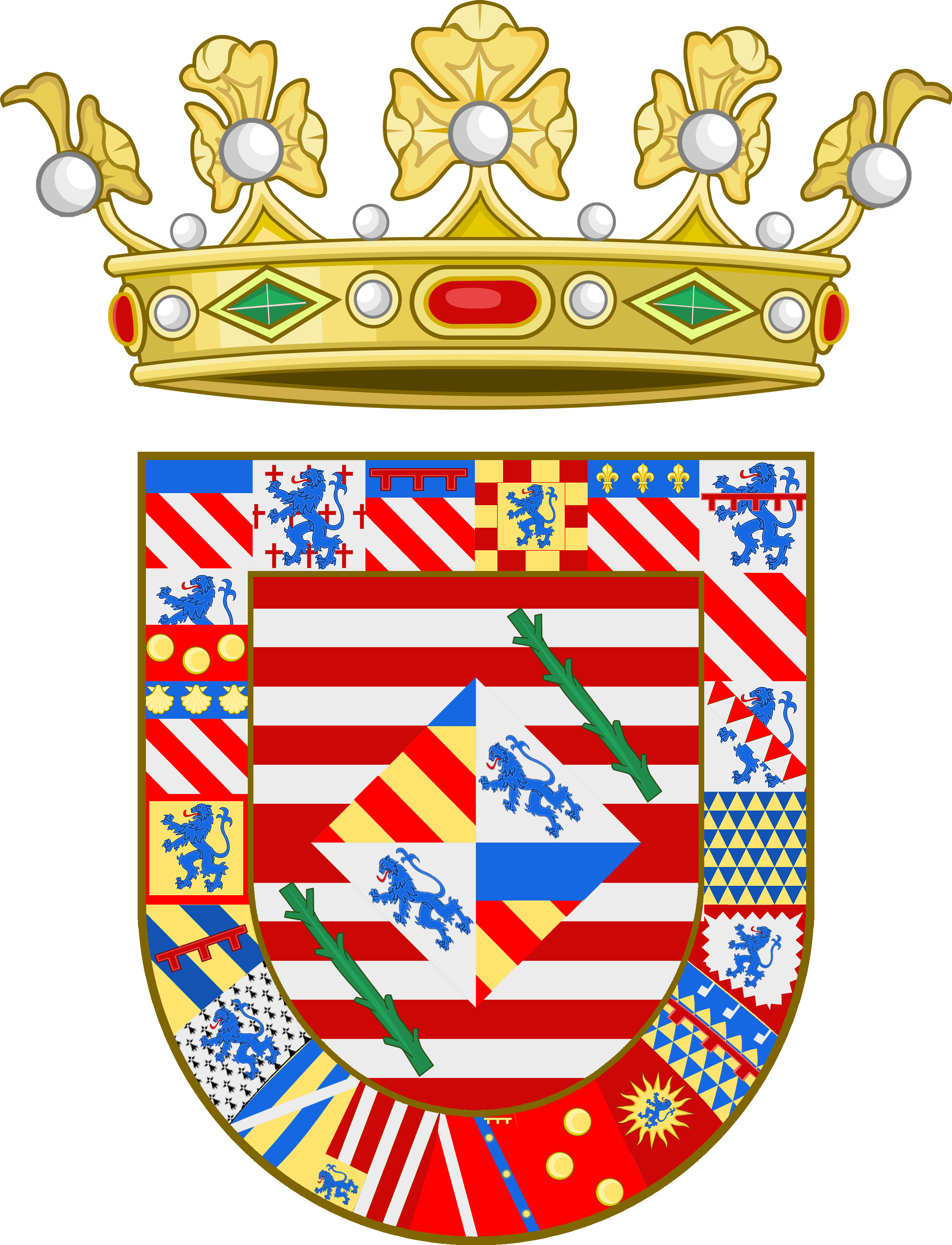

- Antonio Caracciolo (1515-1570), vescovo originario di Melfi ed attivo in Francia presso la corte dei Valois, morto esule dopo una condanna per eresia;
- Niccolò Caracciolo, vescovo di Catania, presidente del Regno di Sicilia nel 1558;
- Ferrante Caracciolo, duca di Airola, noto per aver composto nel 1581 I commentarii delle gverre fatte co' Turchi da d. Giovanni d'Avstria dopo che venne in Italia, ampio resoconto sulla battaglia di Lepanto;
- San Francesco Caracciolo (1563-1608), figlio di Ferrante, altro famoso esponente della casata;
- Fabrizio Caracciolo (1607-1683), duca di Girifalco, comandante del presidio militare di Pizzofalcone, reggente della Gran Corte della Vicaria e consigliere del Sacro Regio Consiglio;
- Carlo Di Napoli (1700-1758), figlio di Nicolò ed Elisabetta, entrambi di cognome Di Napoli, sposò Maria Vanni, da cui ebbe Elisabetta, morta in giovane età, e Rosalia. È noto per aver composto l'opera Concordia tra i diritti demaniali e baronali, ampio trattato sui diritti feudali[22];
- Domenico Caracciolo, marchese di Villamaina, viceré di Sicilia nel 1781;
- Francesco Caracciolo (1752-1799), ammiraglio della Repubblica Partenopea, costretto dalle circostanze a recitare un ruolo ambiguo negli sconvolgimenti del suo tempo; la sua impiccagione come ribelle, eseguita dall'ammiraglio Horatio Nelson, ebbe grande risonanza all'epoca e ne fece una delle figure di maggior importanza nel prosieguo del Risorgimento;
- Lucio Caracciolo (1771-1836), generale, appartenente al ramo dei duchi di San Vito della linea dei Caracciolo Rossi;
- Giuseppe Caracciolo (1839-1920), 9º principe di Torella, sindaco di Napoli dal 1889 al 1891;
- Carlo Caracciolo (1925-2008), editore e fondatore del quotidiano La Repubblica;
- Marella Caracciolo (1927-2019), collezionista d'arte, nota per essere stata la moglie di Gianni Agnelli.

## Alleanze matrimoniali
La casata Caracciolo contrasse matrimoni con le famiglie d'Aquino, Aragona, d'Avalos, Berlinghieri, Borbone delle Due Sicilie, Borbone di Parma, Borbone di Spagna, Borghese, Carafa, Colonna, Ferrero-Fieschi, Gonzaga, Orsini, Pignatelli e Ruffo.

## Dimore

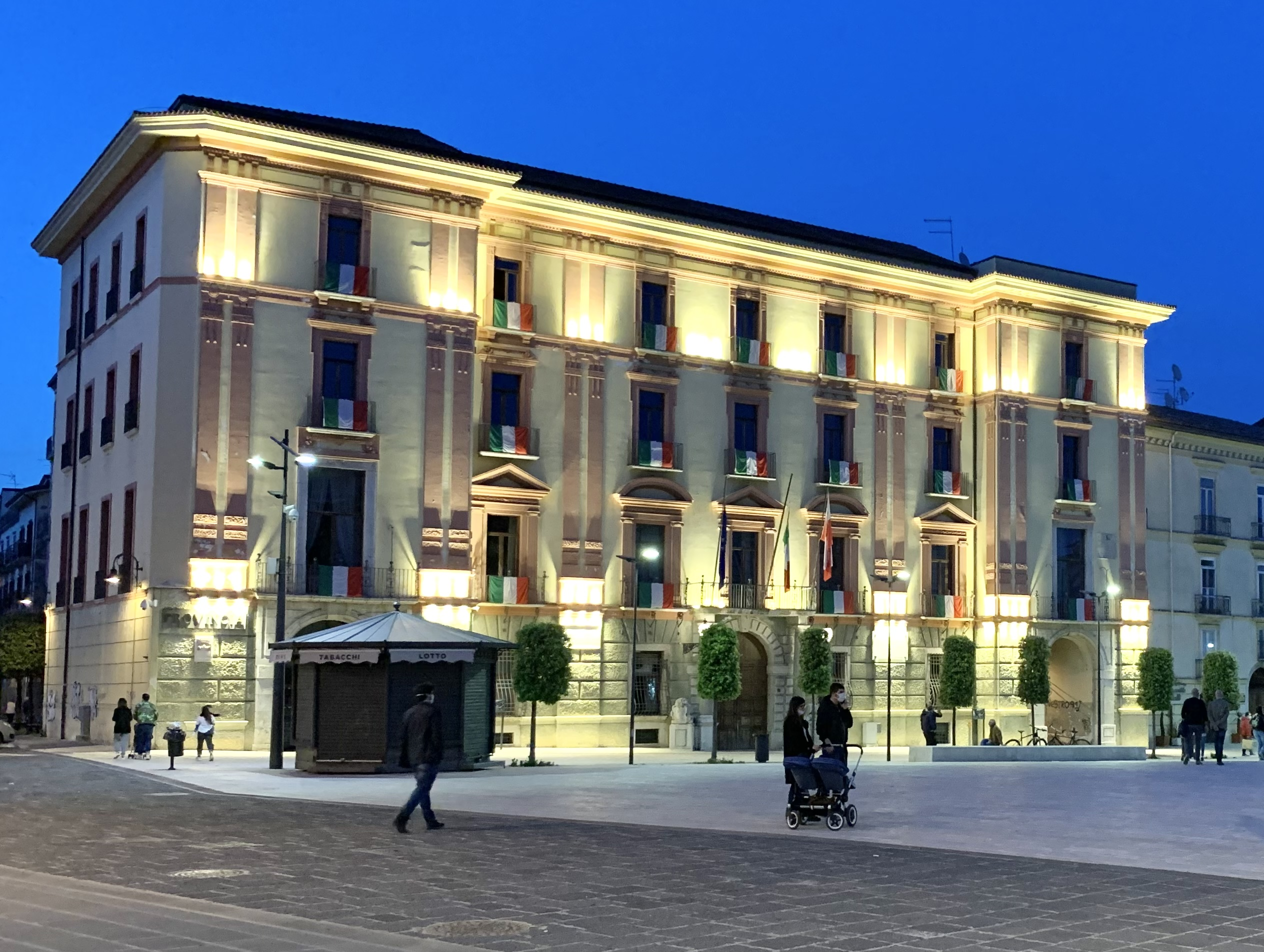
Palazzo Caracciolo di Avellino, una delle dimore possedute dalla famiglia

Di seguito è riportato un elenco non completo delle dimore abitate dalla famiglia Caracciolo:
- Castello Caracciolo, Andrano;
- Castello Caracciolo, Palagianello;
- Castello di Cervinara;
- Palazzo Caracciolo, Avellino;
- Palazzo Caracciolo di Avellino, Napoli;
- Palazzo Caracciolo di Brienza, Napoli;
- Palazzo Caracciolo di Brienza a Santa Lucia, Napoli;
- Palazzo Caracciolo di Forino, Napoli;
- Palazzo Caracciolo di Girifalco, Napoli;
- Palazzo Caracciolo di Melissano, Napoli;
- Palazzo Caracciolo di Oppido, Napoli;
- Palazzo Caracciolo di Roccaromana, Napoli;
- Palazzo Caracciolo di San Teodoro, Napoli;
- Palazzo Caracciolo di San Vito, Napoli;
- Palazzo Caracciolo di Sant'Eramo, Napoli;
- Palazzo Caracciolo di Santobuono, Napoli;
- Palazzo Caracciolo di Torella, Napoli;
- Palazzo Cioffi Caracciolo, Napoli;
- Palazzo Ducale, Martina Franca;
- Palazzo Ducale, Mottola;
- Palazzo Giordano, Napoli;
- Palazzo Marchesale, Santeramo in Colle;
- Villa Caracciolo di Forino, San Giorgio a Cremano;
- Villa Roccaromana, Napoli.